# Бионеорганическая химия
Бионеорганическая химия (другое название — неорганическая биохимия) — область химии, которая изучает комплексы биополимеров или низкомолекулярных природных веществ с ионами металлов, присутствующих в живых организмах (Na+, K+, Ca2+, Mg2+, Fe2+). Исследует роль этих ионов в выполнении биологических функций ферментов. Практическое применение связано с синтезом металлсодержащих лекарственных препаратов.

## История
Сформировалась в самостоятельную область в 50-х гг. XX века. Первая международная конференция по бионеорганической химии состоялась в 1983 г. во Флоренции. С 2009 г. включена в номенклатуру научных специальностей РФ.

## Разделы
- Биоэлементология — изучает качественный и количественный состав биоактивных элементов и их соединений, находящихся в основе равновесия био- и экосистем биосферы[1].